# Żarowie (Stawiany)
Żarowie – część wsi Stawiany w Polsce, położona w województwie świętokrzyskim, w powiecie pińczowskim, w gminie Kije.
W latach 1975–1998 Żarowie administracyjnie należało do województwa kieleckiego.